# Ałmat Bekbajew
Ałmat Bekbajew (ur. 14 czerwca 1984 w Kyzyłordzie) – kazachski piłkarz, grający na pozycji bramkarza, reprezentant Kazachstanu. Od 2013 roku jest zawodnikiem kazachskiego klubu Tobył Kostanaj.

## Kariera klubowa
Poważną karierę rozpoczął w klubie Ordabasy Szymkent, w kolejnych latach występował kolejno w Jassy Sajram, Kajsar Kyzyłorda, Ordabasy Szymkent, Akżajyk Orał i uzbeckim FK Andijon, w żadnym z nich jednak nie przebywał dłużej niż półtora roku. W 2008 roku powrócił do Ordabasy Szymkent, w tym zespole spędził pięć lat, zaś na początku 2013 roku przeniósł się do innego kazachskiego zespołu − Tobył Kostanaj

## Kariera reprezentacyjna
W reprezentacji Kazachstanu zadebiutował 1 czerwca 2012 roku w towarzyskim meczu przeciwko Kirgistanowi. Na boisku spędził całą pierwszą połowę meczu.
| Mecze i gole w reprezentacji | Mecze i gole w reprezentacji | Mecze i gole w reprezentacji | Mecze i gole w reprezentacji | Mecze i gole w reprezentacji | Mecze i gole w reprezentacji | Mecze i gole w reprezentacji |
| #                            | Data                         | Stadion                      | Rywal                        | Wynik                        | Gol                          | Rozgrywki                    |
| 2012                         | 2012                         | 2012                         | 2012                         | 2012                         | 2012                         | 2012                         |
| ---------------------------- | ---------------------------- | ---------------------------- | ---------------------------- | ---------------------------- | ---------------------------- | ---------------------------- |
| 1.                           | 01.06.2012                   | Ałmaty, Kazachstan           | Kirgistan                    | 5:2                          | 0                            | towarzyski                   |

## Sukcesy
Ordabasy
- Puchar Kazachstanu: 2011